# パク・ミンジ
パク・ミンジ（박 민지、朴 旻智、1989年7月22日 - ）は、大韓民国出身の女優。

## 経歴
- 仏岩高等学校を卒業後、2005年キム・ホジュン監督の映画『ジェニ、ジュノ』で主人公ジェニ役でデビューし、同年『18・29〜妻が突然18才!? 』でパク・ソニョン演じるヒロインの少女期役で出演して注目を集めた。

## 学歴
- 仏岩高等学校

## 出演作品

### 映画
- ジェニ、ジュノ（2005年） - ジェニ 役
- ピーターパンの公式（2005年） - ミンジ 役
- パンチ・ストライク（2006年） - ミナ 役
- 最後の贈り物（2007年） - 学生 ミン・ヘヨン 役
- ドレミファソラシド（2008年） - シン・ナラ 役
- 男と女（2016年） - イ・ハジョン 役

### ドラマ
- ノンストップ5（2004年-2005年、MBC） - (特別出演)女子高生役
- 18・29〜妻が突然18才!?（2005年、KBS2） - 高校時代のユ・ヘチャン 役
- サケの涙（2006年、KBS2） - ク・アラ 役
- 墜落天使ジェニー （2006年、M.net） - ジェニー 役
- 最強！うちのママ（2007年、KBS2） - オ・チェリン 役
- ムン・ヒ（2007年、MBC） - キム・ドゥリ 役
- 君は僕の運命（2008年-2009年、KBS1） - パン・ユニ 役
- セレブの誕生（2010年、KBS2） - パク・ガンスク 役
- 結婚の裏ワザ（2012年、tvN - ユ・ミンジ 役
- 大風水（2012年-2013年、SBS） - パニャの少女時代役
- 男が愛する時（2013年、MBC） - ウネ 役
- 神のクイズ シーズン4（2014年、OCN） - パク・ハヨン役
- ミス・ハイエナ（2014年-2015年、WEB） - ヨ・シンイ役
- 恋はチーズ・イン・ザ・トラップ（2016年、tvN） - チャン・ボラ役
- もう一度始めよう（2016年、MBC） - ナ・ヨンジャ役
- 契約主夫殿オ・ジャクトゥ（2018年、MBC） - クォン・セミ役
- 復讐の女神（2018年、SBS） - チョン・ユジョン役
- 平日午後3時の恋人（2019年、channelA） - コ・ユナ役
- 素晴らしい遺産（2020年、KBS） - ソン・ボミ役